# Video Singles Collection
Video Singles Collection es una colección de vídeos del grupo inglés de música electrónica, Depeche Mode, en presentación Digipack en tres discos solo en formato DVD, publicada en noviembre de 2016.
Es la colección más extensa de vídeos del grupo realizada hasta ahora, desde 1981 hasta 2013, e incluye algunos que no habían aparecido antes en ninguna colección, otros que por vez primera aparecieron en formato digital, así como cuatro vídeos alternos tampoco publicados previamente en ninguna colección de DM.
De acuerdo a lo indicado en el anuncio oficial de publicación, este "es el primero de una serie de proyectos retrospectivos aprobados por la banda para revisar su extraordinaria carrera y su efecto en la cultura pop", y al poco, en su página de Facebook, se indicó que habría más por venir, con lo cual se reveló por adelantado la aparición en el futuro próximo de otros materiales del grupo en esta línea retrospectiva y revisionista.

## Contenido
| Video Singles Collection DVD 1 |                                                                                |                  |          |  |
| N.º                            | Título                                                                         | Director         | Duración |  |
| 1.                             | «Just Can't Get Enough» (vídeo, 1981; con comentario de Fletch, Dave y Martin) | Clive Richardson |          |  |
| 2.                             | «See You» (vídeo, 1982; con comentario de Fletch y Martin)                     | Julien Temple    |          |  |
| 3.                             | «The Meaning of Love» (vídeo, 1982; con comentario de Martin)                  | Temple           |          |  |
| 4.                             | «Leave in Silence» (vídeo, 1982)                                               | Temple           |          |  |
| 5.                             | «Get the Balance Right!» (vídeo, 1983;, con comentario de Dave)                | Kevin Hewitt     |          |  |
| 6.                             | «Everything Counts» (vídeo, 1983)                                              | Richardson       |          |  |
| 7.                             | «Love, in Itself» (vídeo, 1983)                                                | Richardson       |          |  |
| 8.                             | «People Are People» (vídeo, 1984)                                              | Richardson       |          |  |
| 9.                             | «Master and Servant» (vídeo, 1984; con comentario de Fletch)                   | Richardson       |          |  |
| 10.                            | «Blasphemous Rumours» (vídeo, 1984)                                            | Richardson       |          |  |
| 11.                            | «Somebody» (vídeo, 1984)                                                       | Richardson       |          |  |
| 12.                            | «Shake the Disease» (vídeo, 1985; con comentario de Fletch)                    | Peter Care       |          |  |
| 13.                            | «It's Called a Heart» (vídeo, 1985; con comentario de Martin)                  | Care             |          |  |
| 14.                            | «Stripped» (vídeo, 1986; con comentario de Dave y Martin)                      | Care             |          |  |
| 15.                            | «But Not Tonight» (vídeo, 1986)                                                | Tamra Davis      |          |  |
| 16.                            | «A Question of Lust» (vídeo, 1986)                                             | Richardson       |          |  |
| 17.                            | «A Question of Time» (vídeo, 1986; con comentario de Martin)                   | Anton Corbijn    |          |  |
| 18.                            | «Strangelove» (vídeo, 1987; con comentario de Fletch y Dave)                   | Corbijn          |          |  |
| 19.                            | «Never Let Me Down Again» (vídeo, 1987; con comentario de Fletch y Dave)       | Corbijn          |          |  |
| 20.                            | «Behind the Wheel» (vídeo, 1987; con comentario de Fletch y Dave)              | Corbijn          |          |  |

| Video Singles Collection DVD 2 |                                                                    |                   |          |  |
| N.º                            | Título                                                             | Director          | Duración |  |
| 1.                             | «Little 15» (vídeo, 1988)                                          | Martyn Atkins     |          |  |
| 2.                             | «Strangelove '88» (vídeo, 1988)                                    | Atkins            |          |  |
| 3.                             | «Everything Counts» (vídeo en vivo, 1989)                          | D.A. Pennebaker   |          |  |
| 4.                             | «Personal Jesus» (vídeo, 1989; con comentario de Fletch)           | Corbijn           |          |  |
| 5.                             | «Enjoy the Silence» (vídeo, 1990; con comentario de Dave y Martin) | Corbijn           |          |  |
| 6.                             | «Policy of Truth» (vídeo, 1990)                                    | Corbijn           |          |  |
| 7.                             | «World in My Eyes» (vídeo,1990)                                    | Corbijn           |          |  |
| 8.                             | «I Feel You» (vídeo, 1993; con comentario de Dave)                 | Corbijn           |          |  |
| 9.                             | «Walking in My Shoes» (vídeo, 1993; con comentario de Martin)      | Corbijn           |          |  |
| 10.                            | «Condemnation» (vídeo, 1993)                                       | Corbijn           |          |  |
| 11.                            | «One Caress» (vídeo, 1993)                                         | Kevin Kerslake    |          |  |
| 12.                            | «In Your Room» (vídeo, 1994; con comentario de Martin)             | Corbijn           |          |  |
| 13.                            | «Barrel of a Gun» (vídeo, 1997; con comentario de Martin)          | Corbijn           |          |  |
| 14.                            | «It's No Good» (vídeo, 1997; con comentario de Fletch y Dave)      | Corbijn           |          |  |
| 15.                            | «Home» (vídeo, 1997)                                               | Steven Green      |          |  |
| 16.                            | «Useless» (vídeo, 1997)                                            | Corbijn           |          |  |
| 17.                            | «Only When I Lose Myself» (vídeo, 1998)                            | Brian Griffin     |          |  |
| 18.                            | «Dream On» (vídeo, 2001)                                           | Stéphane Sednaoui |          |  |
| 19.                            | «I Feel Loved» (vídeo, 2001)                                       | John Hillcoat     |          |  |

| Video Singles Collection DVD 3 |                                                         |                             |          |  |
| N.º                            | Título                                                  | Director                    | Duración |  |
| 1.                             | «Freelove» (vídeo, 2001; con comentario de Martin)      | Hillcoat                    |          |  |
| 2.                             | «Goodnight Lovers» (vídeo, 2002)                        | Hillcoat                    |          |  |
| 3.                             | «Enjoy the Silence·04» (vídeo, 2004)                    | Uwe Flade                   |          |  |
| 4.                             | «Precious» (vídeo, 2005)                                | Flade                       |          |  |
| 5.                             | «A Pain That I'm Used To» (vídeo, 2005)                 | Flade                       |          |  |
| 6.                             | «Suffer Well» (vídeo, 2006; con comentario de Dave)     | Corbijn                     |          |  |
| 7.                             | «John the Revelator» (vídeo en vivo, 2006)              | Blue Leach                  |          |  |
| 8.                             | «Martyr» (vídeo, 2006)                                  | Robert Chandler             |          |  |
| 9.                             | «Wrong» (vídeo, 2009; con comentario de Fletch y Dave)  | Patrick Daughters           |          |  |
| 10.                            | «Peace» (vídeo, 2009)                                   | Jonas and François          |          |  |
| 11.                            | «Hole to Feed» (vídeo, 2009)                            | Eric Wareheim               |          |  |
| 12.                            | «Fragile Tension» (vídeo, 2009)                         | Rob Chandler y Barney Steel |          |  |
| 13.                            | «Personal Jesus 2011» (vídeo, 2011)                     | Andrew Faber                |          |  |
| 14.                            | «Heaven» (vídeo, 2013)                                  | Timothy Saccenti            |          |  |
| 15.                            | «Soothe My Soul» (vídeo, 2013)                          | Warren Fu                   |          |  |
| 16.                            | «Should Be Higher» (vídeo en vivo, 2013)                | Corbijn                     |          |  |
| 17.                            | «People Are People» (vídeo bono. Different Mix, 1984)   | Clive Richardson            |          |  |
| 18.                            | «Stripped» (vídeo bono. Unreleased Alternate Cut, 1986) | Peter Care                  |          |  |
| 19.                            | «But Not Tonight» (vídeo bono. Pool version, 1986)      | Tamra Davis                 |          |  |
| 20.                            | «Soothe My Soul» (vídeo bono. Extended, 2013)           | Warren Fu                   |          |  |

## Créditos
Depeche Mode - Martin Gore, Andrew Fletcher y David Gahan.
Vince Clarke fue miembro únicamente durante 1980 y 1981, por lo que solo participó en el vídeo de "Just Can't Get Enough", que es además de su autoría.
Alan Wilder fue miembro del grupo de 1982 a 1995, por lo que participó solo en los vídeos realizados durante ese período, es decir, desde "See You" hasta el del tema "In Your Room". El primer vídeo en el que en realidad Wilder apareció formalmente como miembro de DM fue "Leave in Silence", pero desde "See You" y "The Meaning of Love" participó como un tecladista.
Los temas "Suffer Well" y "Hole to Feed" fueron compuestos por Dave Gahan, Christian Eigner y Andrew Phillpott; el tema "Should Be Higher" fue compuesto por Gahan con Kurt Uenala.
Todos los demás temas fueron compuestos por Martin Gore.
Productores ejecutivos - Jonathan Kessler y Alex Pollock.
Audiocomentarios y diseño producidos por Paul A. Taylor.
Dirección de arte - Mat Cock.
Íconos de DM reinterpretados por los artistas urbanos Kerstin Kary y Mark Coss.
Logo de DM por Anton Corbijn.
Coordinación de proyecto para Sony Music Entertainment - Gretchen Brennison y Charlie Stanford.
Archivista y consultor de DM - Daniel Barassi.

## Datos
En el material, se incluyó el vídeo de un solo tema que no fue sencillo regular, "One Caress" de 1993; este solo fue un sencillo promocional y el cual fuera en su momento además un vídeo exclusivo para Norteamérica. Tan solo tres vídeos, quedaron fuera de esta colección, "Pimpf", "Halo" y "Clean", pues fueron hechos exclusivamente para anteriores colecciones en específico, Strange de 1988 y Strange Too 1990.
En la colección, por primera vez se acreditó en un material oficial de DM que el vídeo del sencillo "Get the Balance Right!" fue dirigido por Kevin Hewitt, lo cual no había sido confirmado durante 33 años. El tema es además el único sencillo aislado de DM, es decir, no pertenece a ningún álbum, sin embargo, la colección lo acredita como correspondiente al álbum Construction Time Again de 1983.
Fue la primera vez que se incluyeron en una colección de DM los vídeos correspondientes al álbum A Broken Frame de 1982, "Leave in Silence", "See You" y "The Meaning of Love", los cuales hasta ese momento habían sido expresamente deleznados por los propios integrantes de la banda, mismo caso de "Get the Balance Right!", que originalmente apareció como sencillo aislado. Fue también la primera vez que aparecieron en formato digital los vídeos de los temas "Love, in Itself", "Somebody", "Blasphemous Rumours" e "It's Called a Heart".
El vídeo de la versión larga del sencillo "People Are People" incluido en el material, ya había aparecido en la primera colección de vídeos del grupo, la clásica Some Great Videos de 1985.
El del tema "Martyr" es en realidad un videomontaje con distintas tomas en estudio y fragmentos de otros vídeos promocionales, debido a que el vídeo originalmente dirigido por Andreass Nilsson no convenció a los miembros del grupo y no llegó a ver la luz.
Es la primera vez que aparecieron en un material de DM los vídeos promocionales de los temas "Freelove", "Goodnight Lovers", "Enjoy the Silence 04", "Personal Jesus 2011", "Heaven", "Soothe My Soul" y "Should Be Higher".
El baterista austriaco Christian Eigner, quien participó en conciertos con DM desde 1997, aparece con ellos en los vídeos de "Freelove", "I Feel Loved" y "Heaven", así como en los que son en vivo, "John the Revelator" y "Should Be Higher". El tecladista británico Peter Gordeno, que participó en conciertos con el grupo desde 1998, solo aparece en los vídeos en directo "John the Revelator" y "Should Be Higher".
El vídeo del tema "John the Revelator" es en realidad una versión en concierto tomada del álbum en directo Live in Milan, solo con una adición mediante efectos visuales de "Tubby Goth", la mascota del álbum Playing the Angel. El vídeo de "Should Be Higher" es también una versión en concierto, esta tomada del álbum Live in Berlin, solo con algunas variaciones en su edición.